# ハンナ・ブレイディ

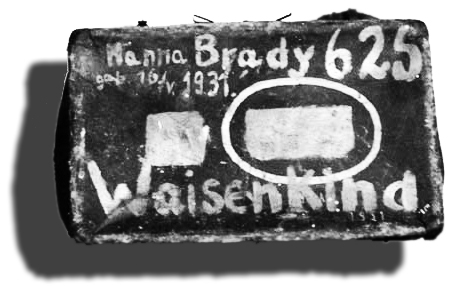
ハンナ・ブレイディの持っていたスーツケース「ハンナのかばん」

ハンナ・ブレイディ （チェコ語: Hana ("Hanička") Bradyová, 英語: Hana Brady, 1931年5月16日 - 1944年10月23日）はユダヤ人の少女で、ホロコーストの犠牲者の一人。チェコ語名は「ハナ（ハニチカ）・ブラディオヴァー」
チェコスロバキアのノヴェー・ムニェスト・ナ・モラヴィェ（チェコ語: Nové Město na Moravě、ドイツ語: Neustadt in Mähren）で、商店を営むユダヤ人家庭に生まれた。ノヴェ・ミェストの住民の多くはキリスト教徒だった。両親は熱心なユダヤ教徒ではなかったが、ユダヤ人であるというだけの理由でナチスによって拘束された。1942年にはハンナも兄・ジョージとともにテレージエンシュタット収容所に入れられる。1944年、アウシュヴィッツ＝ビルケナウ強制収容所に移送。兄は労働に耐えるとの判断で生かされたが、ハンナは殺害された。

## 「ハンナのかばん」

### 「ハンナ・ブレイディ、1931年5月16日生、孤児」
2000年、日本のNPO法人「ホロコースト教育資料センター」代表の石岡史子が、強制収容所の遺品として借り受けたハンナの「かばん」を同センターで展示した。かばんにはドイツ語で「ハンナ・ブレイディ、1931年5月16日生、孤児」と表示されていた。その後、石岡はハンナの生涯をたどり、カナダに住む兄のジョージ・ブレイディを探し出した。その過程を克明に記録したドキュメンタリーを教育教材として利用したことから、そのかばんが広く日本中に知られるようになり、「ハンナのかばん」として国内外で読み物や子供向け放送番組が作られて大きな話題を呼んだ。
石岡とハンナの兄・ジョージの協力のもとにカレン・レヴィンが書いた『ハンナのスーツケース』はベストセラーとなり、バンク・ストリート教育大学主宰のフローラ・ステーグリッツ・シュトラウス賞（児童文学賞のノンフィクション部門）や、2002年のカナダ総督文学賞を受賞。また、ノーマ・フレック賞最終選考候補にも残る。『ハンナのかばん』は、その後世界各国で翻訳出版されてベストセラーになり、いわば日本発の「アンネの日記」となった。2008年には、宮越洋子の脚本で「劇団 コーロ」により上演された劇が、大阪文化際奨励賞受賞を受賞。さらに厚生労働省社会保障審議会推薦・児童福祉文化財に選定される。2011年（平成23年)、劇団銅鑼による劇作『ハンナのかばん』が、文化庁平成23年度「子どものための優れた舞台芸術体験事業」に採択される。

### 実物の「ハンナのかばん」が焼失した経緯
2004年2月、ジョージ・ブレイディの娘、ララがホロコースト教育資料センターに貸し出された「ハンナのかばん」と自宅にあった実物の写真を見比べていたときに、取っ手の位置が違うことに気づき、実物とは違うのではないかと気づく。同年3月、ジョージ・ブレイディと石岡史子は、アウシュヴィッツ博物館を訪ねてその件について問い合わせたところ、実物は1984年にイギリスで開かれる展示会に貸し出した際に火事（当時の報道によると放火）で焼失、写真をもとに新しくレプリカを作ったと説明された。この複製作成の経緯は、アウシュヴィッツ博物館の事務上の手違いから、ホロコースト教育資料センターには伝わっていなかった。しかし、ホロコースト教育資料センターとしては、「ハンナのかばん」がたとえ複製であっても貴重な歴史の資料には変わりはなく、複製がつくられていたお陰で日本の子どもたちとジョージ・ブレイディの出会いが生まれまたハンナの物語も生まれたのだから、人権・平和教育の得難い教材として今後も活用して行きたいとしている。

## 書誌案内
- カレン・レビン『ハンナのかばん―アウシュビッツからのメッセージ』ポプラ社、2002年 ISBN 4-591073-09-2
- カレン・レビン『ハンナのかばん―アウシュビッツからのメッセージ（ポプラポケット文庫）』ポプラ社、2006年 ISBN 4-591091-95-3
- カレン・レビン『ハンナのかばん―アウシュビッツからのメッセージ（コミック版）』ポプラ社、2007年 ISBN 4-591098-79-6
  - [原書] Karen Levine, Hana's Suitcase : A True Story, Albert Whitman & Co ; Reprint版 (2007）ISBN 9780807531471